# Кулиев, Авды Овезкулиевич
Авды Овезкулиевич Кулиев (туркм. Awdy Öwezkuliýewiç Kuliýew; 30 июля 1936, Ашхабад — 10 апреля 2007, Осло) — советский дипломат, российский и туркменский политик, публицист, первый министр иностранных дел Туркменистана. В последние годы жизни считался в Туркменистане преступником, разыскиваемым правоохранительными органами. Чрезвычайный и полномочный посланник 1 класса (22 августа 1990).

## Биография
Авды Кулиев родился в Ашхабаде в семье служащих. По образованию филолог. После окончания университета работал научным сотрудником Института языка и литературы Академии наук Туркменской ССР. Был стажёром-исследователем Института народов Азии Академии наук Туркменской ССР, вскоре заведующим курсами русского языка при Советском культурном центре в Таизе (1960—1971). С 1971 года работал в дипломатическом ведомстве СССР. Работал на разных дипломатических должностях в посольствах СССР в арабских странах (1971—1987). Был временным поверенным в делах СССР в Султанате Оман и Государстве Катар. Работал в центральном аппарате Министерства иностранных дел СССР.
Являлся советником Управления стран Ближнего Востока и Северной Африки МИД СССР (1987—1989).
В 1990—1992 годах был министром иностранных дел Туркменистана. Ушёл в отставку в 1992 году, выступая против правительства президента Сапармурата Ниязова. 17 апреля 1998 года был задержан в Ашхабадском международном аэропорту. Спустя несколько дней президент Туркменистана Сапармурат Ниязов, выступая в США, публично заявил, что Кулиев является преступником и террористом, связанным с российскими спецслужбами. После того, как инцидент с Кулиевым приобрел характер международного скандала, сотрудники российского посольства оказали содействие в освобождении Кулиева из-под стражи и в его выезде в Россию. Отъезд Кулиева в Москву был согласован по дипломатическим каналам с МИД Туркменистана. Однако уже в мае-июне 1998 года руководители правоохранительных органов Туркменистана в своих телевыступлениях обвинили Кулиева в нарушении подписки о невыезде, тайном бегстве из страны и заявили, что этот российский гражданин находится в розыске как уголовный преступник. Ссылаясь на это обстоятельство, КНБ Туркменистана отказывался вернуть Кулиеву российский заграничный паспорт, являющийся собственностью России. Обращения, направленные Кулиевым по этому поводу в российское посольство, остались без ответа.
Проживал в Норвегии. В 2002 году создал оппозиционное объединение «Союз демократических сил Туркменистана» и стал его лидером. Написал книгу: «Два года в правительстве. Тринадцать лет в оппозиции», издана в 2006 году. Был болен раком спинного мозга. 10 апреля 2007 года ушёл из жизни, в Осло. Дочери Авды Кулиева было отказано в разрешении похоронить отца на Родине.